# Anisodes plumbeodisca
Anisodes plumbeodisca là một loài bướm đêm trong họ Geometridae.